# دولورس لي
دولورس لي (بالإنجليزية: Dolores Lee)‏ هي لاعب كرة قاعدة أمريكية، ولدت في 21 أبريل 1935 في جيرسي سيتي في الولايات المتحدة، وتوفيت في 2016.

## وصلات خارجية
- دولورس لي على موقع IMDb (الإنجليزية)